# Walentin Jotow
Walentin Jotow (bulgarisch Валентин Любомиров Йотов, beim Weltschachbund FIDE Valentin Iotov; * 6. September 1988 in Plewen) ist ein bulgarischer Schachspieler.
Die bulgarische Einzelmeisterschaft konnte er 2006 in Swilengrad gewinnen. Er spielte für Bulgarien bei vier Schacholympiaden: 2006, 2008, 2014 und 2016. Außerdem nahm er zweimal an den europäischen Mannschaftsmeisterschaften (2003 für die zweite Mannschaft und 2009) teil.
Im Jahre 2004 wurde ihm der Titel Internationaler Meister (IM) verliehen, 2008 der Titel Großmeister (GM).
| Hier fehlt eine Grafik, die leider im Moment aus technischen Gründen nicht angezeigt werden kann. Wir arbeiten daran! |